# عصبة (حزم العدين)

تعديل مصدري - تعديل

عصبة محلة تابعة لقرية الاعموس، التابعة لعزلة بني على بمديرية حزم العدين إحدى مديريات محافظة إب في الجمهورية اليمنية، بلغ تعداد سكانها 68 حسب تعداد اليمن لعام 2004.